# Ha-209
Ha-209 — підводний човен Імперського флоту Японії, споруджений під час Другої світової війни.
Корабель належав до типу Ha-201, представники якого стали першими бойовими підводними човнами третього рангу у складі Імперського флоту за більш ніж чверть століття (після споруджених у часи Першої світової війни субмарин типу S1). Ці кораблі планували використовувати для оборони Японських островів (атаку на які відвернула лише капітуляція Японії).
Ha-209 спорудили на корабельні ВМФ у Сасебо (західне узбережжя Кюсю). 13 серпня 1945-го під час переходу з Сасебо до Куре через протоку Сімоносекі (між Кюсю та Хонсю) човен підірвався на міні. Втім він не затонув, а лише втратив хід, після чого був приведений на буксирі на корабельню компанії Mitsubishi у Хікосімі (Сімоносекі). За дві доби після цього оголосили про капітуляцію Японії, після чого екіпаж домігся виводу Ha-209 з доку та посадив човен на мілину. У вересні представники ВМФ США провели інспекцію корабля, а у листопаді підірвали його. 1946 року рештки Ha-209 підійняли та розібрали на метал на корабельні Mitsubishi у Хікосімі.